# 하디 보이즈
하디 보이즈(Hardy Boyz)는 제프 하디, 맷 하디를 중심으로 한 프로레슬링 태그팀이다. 

## 활동
WWE에서 결성되어 1998년부터 WWE에 속해 있다가 2002년 해체되었다. 2004년 TNA로 건너갔던 제프 하디가 2006년 WWE로 돌아오고 2006년 후반기에 다시 재결성되어 MNM등과 대립을 한다. 2007년 다시 팀이 해체되고 각자 활동을 하다가 2010년 초반 제프 하디가 다시 TNA로 돌아가고 맷 하디는 2011년 1월 TNA에 데뷔하면서 일회성으로 재결성되지만 얼마 지나지 않아 매트 하디가 TNA로부터 방출되면서 다시 팀 활동이 중단된다. 2014년 6월 3년만에 매트 하디가 TNA에 다시 돌아오게 되면서 다시 팀이 재결성되고 WWE 시절부터 라이벌 관계였던 더들리 보이즈와의 대립을 하기도 했다. 2017년 2월 28일 TNA와 다시 결별하고 3위 단체 RoH에 복귀했고 4월 2일 진행되었던 레슬메니아33에서 11년만에 WWE 태그팀 챔피언십에 등극하며 WWE에 다시 복귀하였다. 2019년 2월 26일 스맥다운에서 맷 하디가 다시 돌아옴에 따라 완전체로 돌아왔다.

## 수상
- WWE RAW 태그팀 챔피언 1회
- WWE 스맥다운 태그팀 챔피언 1회
- WWE 월드 태그팀 챔피언 (구 버전) 6회
- WCW 월드 태그팀 챔피언 1회
- TNA 월드 태그팀 챔피언 4회
- ROH 월드 태그팀 챔피언 1회
- ASW 태그팀 챔피언 1회
- 크러쉬 태그팀 챔피언 1회
- HOG 태그팀 챔피언 1회
- MCW 태그팀 챔피언 1회
- NDW 태그팀 챔피언 1회
- NWA 2000 태그팀 챔피언 1회
- 오메가 태그팀 챔피언 2회
- 레슬링 슈퍼스타 태그팀 챔피언 1회